# Hollywood

Der Hollywood-Schriftzug, 2015

Hollywood (Anhörenⓘ) [ˈhɑːli.wʊd] (englisch für Stechpalmenwald) ist ein Stadtteil von Los Angeles im US-Bundesstaat Kalifornien mit 153.627 Einwohnern (Stand: 2017). Weltbekannt wurde Hollywood als Zentrum der US-amerikanischen Filmindustrie, weshalb sein Name oft stellvertretend für die gesamte US-Filmbranche steht, deren Mythos zur Entstehung gebräuchlicher Synonyme wie Traumfabrik (englisch: dream factory) oder Tinseltown (von englisch tinsel für Glitzerschmuck) führte.

## Geschichte von Hollywood

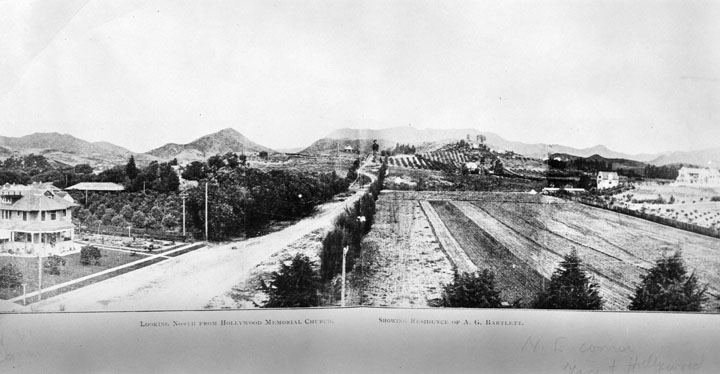
Gegend um die heutige Straßenkreuzung Hollywood and Vine (1907)

1853 stand in dem Gebiet, das heute Hollywood umfasst, nur eine Adobehütte. Um 1870 hatte sich in der Gegend eine blühende Landgemeinde entwickelt, in der unterschiedliche Gewächse einheimischer und exotischer Herkunft angebaut wurden. Ihre Bewohner nannten sie Cahuenga Valley, nach dem nahegelegen Cahuenga Pass. Daran erinnert heute noch der Straßenname Cahuenga Boulevard.
1886 erwarb Harvey Henderson Wilcox aus Kansas Land am Cahuenga-Pass, das er in Parzellen einteilte, um es als Bauland weiterzuverkaufen. Seinen heutigen Namen erhielt Hollywood 1887 auf Anregung von Wilcox’ Ehefrau Daeida. Einer ihrer Bekannten besaß ein Anwesen in Illinois mit dem Namen Hollywood. Daeida Wilcox gefiel der Name so gut, dass sie ihren Mann veranlasste, seinem kalifornischen Grundbesitz diesen Namen zu geben. 1887 hinterlegte Wilcox eine Landkarte mit diesem Namenseintrag beim Los Angeles County, womit der Name festgelegt war. „Holly“ ist der englische Name für die Ilexpflanze, die im angloamerikanischen Kulturraum als Weihnachtsschmuck beliebt ist. In Kalifornien ist jedoch der Ilex nicht heimisch, die Namensgebung verdankt sich allein der Anregung von Daeida Wilcox. Der wegen seiner entfernten Ähnlichkeit mit dem Ilex auch als „California Holly“ bezeichnete, um Hollywood häufig vorkommende Toyonstrauch (Heteromeles arbutifolia) spielte bei der Namensgebung keine Rolle.
1893 begann der aus Oklahoma zugewanderte Harvey J. Whitley, sich hier als Immobilienmakler zu engagieren und die Entwicklung des Ortes voranzutreiben. Um 1900 hatte die Gemeinde ein Postamt, eine Zeitung, ein Hotel, zwei Märkte sowie 500 Einwohner. Am 14. November 1903 wurde Hollywood nach dem zustimmenden Votum seiner Wähler als eigenständige Gemeinde anerkannt. Nur sieben Jahre später, im Jahr 1910, stimmten die Einwohner Hollywoods in einer Volksabstimmung der Eingemeindung nach Los Angeles zu. Der Grund hierfür war vor allem der Zugang zur Wasserversorgung der benachbarten Großstadt. Im Auftrag der Wasserverwaltung von Los Angeles wurde seit 1908 an dem Los Angeles Aqueduct gebaut, der in großen Mengen preiswertes Trinkwasser aus dem Owens Valley ins trockene Südkalifornien transportieren sollte. Mit Hilfe dieses Wassers war die Großstadt Los Angeles in der Lage, eine Vielzahl von Nachbargemeinden einzugemeinden. Andere Gemeinden mit eigener Wasserversorgung wie Burbank sind aus dem gleichen Grund noch heute unabhängig.
Noch im selben Jahr reiste Filmregisseur D. W. Griffith aus New York, dem damaligen Zentrum der Filmindustrie, mit seiner Schauspielertruppe nach Hollywood, um dort Aufnahmen für In Old California zu drehen. Diese erste Hollywood-Produktion wurde am 10. März 1910 uraufgeführt. Griffith und seine Mitarbeiter stellten in den nächsten Monaten weitere Filme fertig, bevor sie nach New York zurückkehrten. Der eigentliche Aufstieg Hollywoods begann im Jahr darauf, als David Horsleys Nestor Company hier das erste Filmstudio eröffnete. Noch im selben Jahr siedelten 15 weitere, Independents (Unabhängige) genannte Unternehmen von New York über. Zu den Pionieren der ersten Stunde gehörte auch Carl Laemmle aus Laupheim in Württemberg, Gründer der Independent Moving Pictures Company. In den folgenden Jahren siedelten immer mehr Filmstudios nach Hollywood und einigen umliegenden Orten (z. B. Burbank) um, um dem an der Ostküste vorherrschenden Monopol der Motion Picture Patents Company (MPPC) zu entkommen. Um 1915 wurde bereits die Mehrheit aller US-Filme in der Region von Los Angeles produziert.
Es gab viele Gründe für diesen Umzug. Neben ökonomischen waren es das geeignetere Klima und die gleichmäßigere Tageslänge: Es gab noch kein adäquates Kunstlicht – man drehte also entweder im Freien oder in einem Studio mit Glasdach oder ähnlichem. Mitentscheidend war zweifelsohne auch die große Entfernung zu New York, von wo aus die mächtige MPPC alle ihr nicht angeschlossenen Unternehmen mit hohen Strafen und Lizenzgebühren bedrohte.
In den 1920er-Jahren war Hollywood zur Welthauptstadt der Filmindustrie avanciert. Diese begann sich in dieser Zeit in wachsendem Umfang durch prunkvolle oder exotische Kinopaläste zu feiern, wie das Grauman’s Chinese Theatre oder das Egyptian. 1923 wurde die markante Hollywood First Presbyterian Church unmittelbar nördlich des Hollywood Boulevard errichtet.
Zur Filmindustrie kamen nach dem Zweiten Weltkrieg Fernsehen und Musikindustrie hinzu: Am 22. Januar 1947 begann KTLA, der erste Fernsehsender der Stadt, mit dem Sendebetrieb. 1952 wurde an der Kreuzung von Beverly Boulevard und Fairfax Avenue die CBS Television City eröffnet, zu jener Zeit eines der größten Fernsehstudios. Noch heute werden in den von den Architekten Pereira & Luckman errichteten Gebäuden Fernsehsendungen wie Dancing with the Stars oder The Late Night Show produziert.

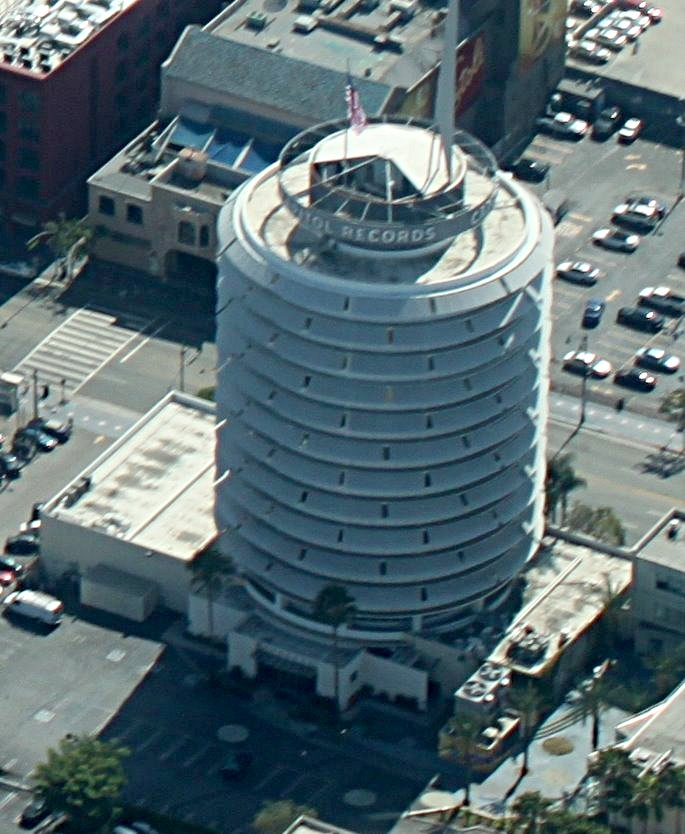
Das Capitol Records Building

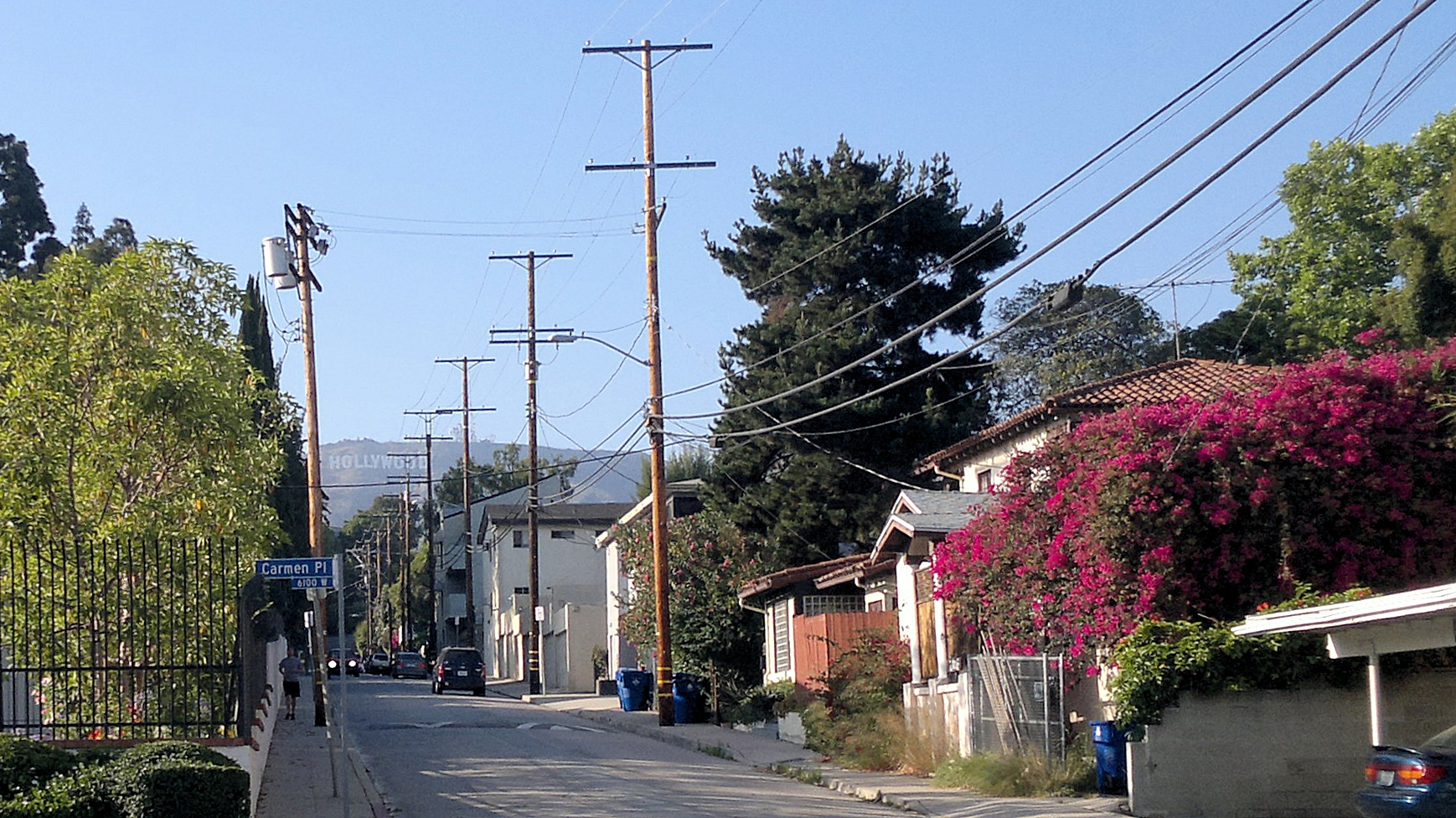
Straßenzug in Hollywood mit dem berühmten Schriftzug im Hintergrund

Zu den modernen architektonischen Sehenswürdigkeiten Hollywoods kam wenige Jahre später das von Louis Naidorf (Welton Becket & Associates) geplante Capitol Records Building (1956) in der Vine Street hinzu. Das Gebäude wurde filmische Staffage für Katastrophenfilme und avancierte als Architektur-Ikone des Internationalen Stils der 1950er-Jahre zu einem Wahrzeichen der Stadt.
Nachdem der architektonische Reichtum Hollywoods jahrzehntelang von Vernachlässigung und Abriss bedroht war, werden die erhaltenen Bauwerke seit den 1980er-Jahren immer mehr geachtet. So hat etwa der Hollywood Boulevard seit 1985 einen Eintrag im National Register of Historic Places. Gleichzeitig werden viele Gegenden in Hollywood, insbesondere rund um den Hollywood Boulevard, immer stärker gentrifiziert. Dazu trug auch die 1999 eröffnete Red Line bei, eine U-Bahn-Linie der Metro Los Angeles, die seitdem den zentralen Geschäftsbezirk Hollywoods mit Downtown Los Angeles verbindet.
2002 versuchten Bürger aus Hollywood und San Fernando Valley, in einem Volksbegehren die Unabhängigkeit von Los Angeles durchzusetzen. Beide Begehren verfehlten die jeweils erforderlichen Stimmenzahlen jedoch bei Weitem.
Seit der Fertigstellung der Red Line-U-Bahn der Metro Los Angeles von der Union Station über Downtown nach North Hollywood ist das Viertel für US-Verhältnisse überdurchschnittlich gut an den öffentlichen Personenverkehr angebunden. In der Folge entschied sich die Stadtplanung, am Sunset Boulevard, am Hollywood Boulevard und an der Vine Street eine stark verdichtete Bebauung mit Hochhäusern vorzusehen und so die Transportmöglichkeiten der U-Bahn auszunutzen. Bis 2030 ist gegenüber 2010 dadurch ein Anstieg der Bevölkerung von 25 % im Viertel, konzentriert im Umfeld der U-Bahn-Stationen, geplant. Die Planungen sind umstritten, weil sie den Charakter Hollywoods verändern würden.

## Hollywood als Filmstadt

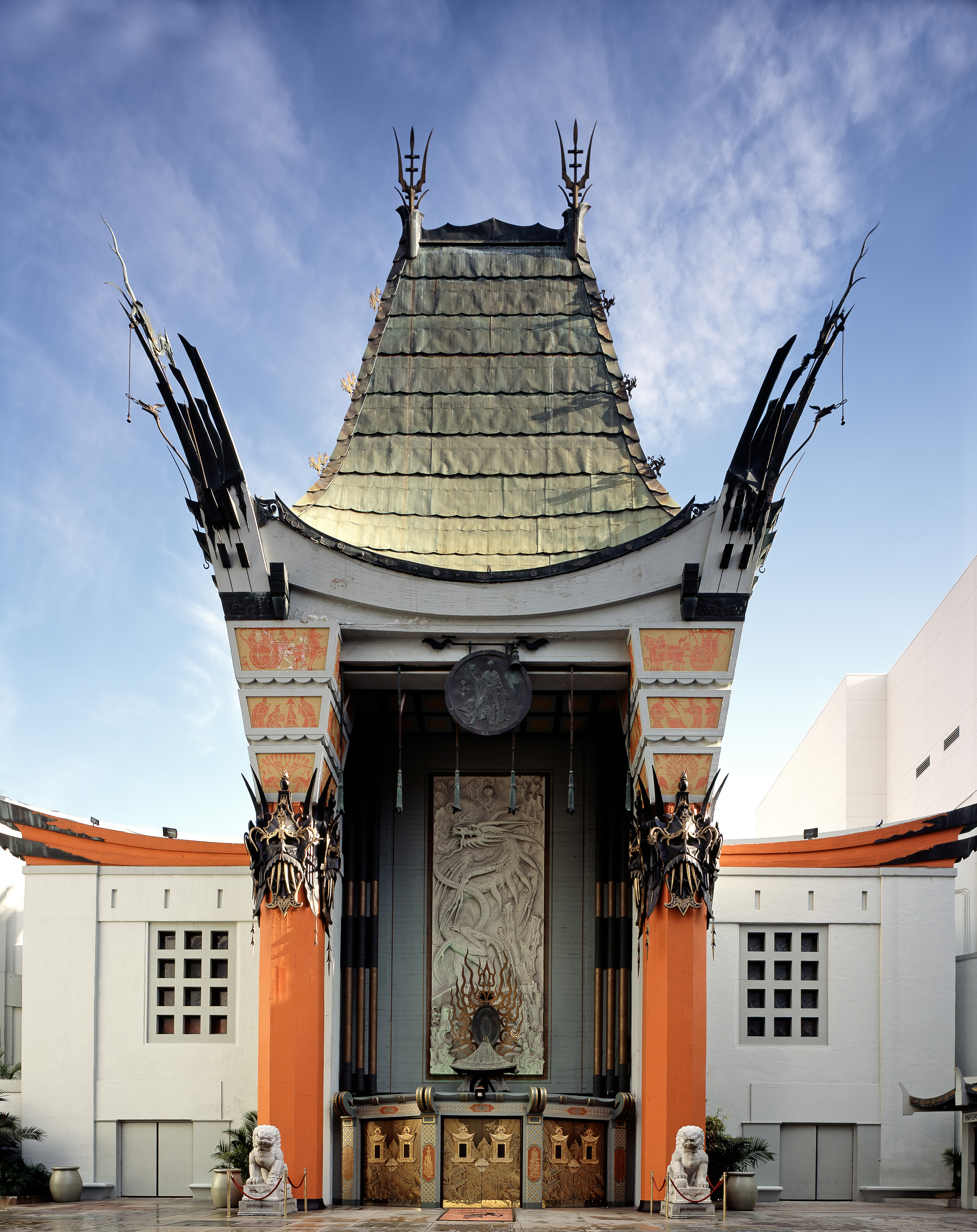
Grauman’s Chinese Theatre

Anfang des 20. Jahrhunderts begann die industrielle Ansiedlung der kommerziellen Filmproduzenten in Hollywood. Das erste Filmproduktionsunternehmen entstand dort 1911. 1915 war der Ort Sitz aller großen nationalen Filmproduzenten; die meisten bestanden zuvor schon, waren aber in den östlichen Bundesstaaten beheimatet. Grund für die Ortsveränderung waren vor allem klimatisch gute Bedingungen für Außendrehs. 1924 gab es 15.000 Arbeitsplätze in der dortigen Filmindustrie.
In den Hollywood Hills befindet sich das bekannte Hollywood Sign, das 1923 als „Hollywoodland“ errichtet wurde, um für den Verkauf von Grundstücken zu werben. Als die Buchstaben mehr und mehr verfielen, ließ die Handelskammer mit Unterstützung einiger Prominenter zum 91. Geburtstag des Ortes einen neuen Schriftzug montieren.
Zu den größten Filmstudios in Hollywood zählen derzeit die Universal Studios und Warner Bros. Die Geschichte des „Hollywoodkinos“ lässt sich in mehrere Phasen gliedern, unter anderem die Klassische Periode und das New Hollywood von 1967 bis 1976.
Zu den weltbekannten Sehenswürdigkeiten in Hollywood gehört der Walk of Fame. Auf dem Gehweg sind über 2500 Platten mit Sternen für Filmschaffende eingelassen, die in fünf Kategorien mit jeweils einem entsprechenden Symbol eingeteilt sind. Mit den Sternen werden lebende wie tote Prominente geehrt, die eine wichtige Rolle vor allem in der US-Unterhaltungsindustrie spielten oder noch spielen. Darüber hinaus wird aber auch an fiktive Personen erinnert oder in Einzelfällen an Organisationen und Einrichtungen wie das LAPD (Los Angeles Police Department).

## Bezirksgrenzen
Die Stadträte Goldberg und Koretz legten am 16. Februar 2005 einen Gesetzentwurf vor, der die Grenzen für den Bereich Hollywood festlegte. Nach der einmütigen Unterstützung durch die Chamber of Commerce und den LA City Council wurde der Entwurf am 28. August 2006 vom damaligen Gouverneur Arnold Schwarzenegger als Assembly Bill 588 genehmigt; seitdem hat Hollywood offizielle Bezirksgrenzen.
Das Planungsgebiet Hollywood umfasst nun offiziell den Bereich östlich von Beverly Hills und West Hollywood und südlich von Burbank. Vom restlichen Stadtgebiet von LA wird es abgegrenzt (im Uhrzeigersinn) durch Crescent Drive, Wonderland Avenue, Lookout Mountain Avenue, Laurel Canyon Boulevard, Mulholland Drive, Cahuenga Boulevard, Barham Boulevard, Golden State Freeway, Glendale Boulevard, Rowena Avenue, Hyperion Avenue, Fountain Avenue, Sunset Boulevard, Santa Monica Boulevard, Hoover Street, Melrose Avenue, June Street und Rosewood Avenue.
Im Projekt Mapping L.A. der Los Angeles Times werden die Grenzen deutlich enger gefasst, da bspw. Hollywood Hills, Los Feliz und Griffith Park als eigene Stadtteile gezählt werden. Das Projekt zählt als umliegende Stadtviertel neben den bereits genannten East Hollywood, Fairfax, Hancock Park, Larchmont und die Stadt West Hollywood als angrenzend auf.

## Persönlichkeiten
- Rodney P. Rempt (* 1945), Vizeadmiral der United States Navy